# Dan-Răzvan Rădulescu
Dan-Răzvan Rădulescu (n. 23 martie 1981, Ploiești, România) este un deputat român, ales în 2016.
După terminarea liceului a decis să continue studiile la Cluj-Napoca, la Universitatea Babeș-Bolyai, unde a studiat istoria artei. După absolvire, a lucrat o vreme ca profesor la școala Christiana, unde elevi erau copii cu situații problematice. În 2005 a revenit în Ploiești, unde s-a angajat ca muzeograf la Muzeul de Artă, iar doi ani mai târziu a devenit șef de secție la Muzeul Memorial „Nicolae Grigorescu” din Câmpina, predând în același timp istoria artei la Liceul de Artă „Carmen Sylva” din Ploiești.